# Prosopocera rhodesica
Prosopocera rhodesica là một loài bọ cánh cứng trong họ Cerambycidae.